# Texas durant la guerre de Sécession
L'État américain du Texas déclare sa sécession des États-Unis d'Amérique le 1er février 1861, et rejoint les États confédérés d'Amérique le 2 mars 1861, après avoir remplacé son gouverneur, Sam Houston, lorsqu'il refuse de prêter serment d'allégeance à la Confédération. Comme celles des autres États, la Déclaration n'est pas reconnue par le gouvernement des États-Unis à Washington. Certaines unités militaires du Texas combattent au cours de la guerre de Sécession à l'est du fleuve Mississippi, mais le Texas est le plus utile pour ravitailler les soldats et fournir des chevaux aux forces confédérées. Le rôle de ravitaillement du Texas dure jusqu'à la mi-1863, époque après laquelle les canonnières de l'Union contrôlent le fleuve Mississippi, rendant impossible les transferts d'hommes, de chevaux ou de bovins. Un peu de coton est vendu au Mexique, mais la plupart de la récolte devient inutilisable en raison du blocus naval de l'Union de Galveston, à Houston, et des autres ports.

## Sécession
À la fin de l'hiver de 1860, les comtés du Texas envoient des délégués à un congrès extraordinaire afin de débattre des mérites de la sécession. La convention adopte une « Ordonnance de sécession » par un vote de 166 contre 8, qui est ratifiée par un référendum populaire, le 23 février,.
Séparément de l'Ordonnance de Sécession, qui est considérée comme un document juridique, le Texas publie également une déclaration justifiant les causes rationnelles de la déclaration de sécession. Le document spécifie plusieurs raisons en faveur de la sécession, y compris sa solidarité avec ses « États frères esclavagistes », l'incapacité du gouvernement américain à empêcher les attaques des Indiens, les raids de vol d'esclaves, et d'autres acte de banditisme liés au passage de la frontière. Il accuse les hommes politiques du Nord et abolitionnistes de commettre diverses atteintes à l'encontre des Texans. La majeure partie du document propose des justifications de l'esclavage et de la suprématie blanche, qui seraient en péril si le Texas restait au sein des États-Unis. La déclaration comprend cet éloge de l'esclavage, dans lequel l'Union est appelée la « confédération » :

« Nous tenons comme vérités indéniables que les gouvernements des divers États, et de la confédération elle-même, ont été établis exclusivement par la race blanche, pour elle-même et sa postérité ; que la race africaine n'avait pas de pouvoir dans son établissement ; qu'elle était légitimement tenue et considérée comme une race inférieure et dépendante, et que son existence dans ce pays pourrait être bénéfique ou tolérable dans cette condition seulement. »

— Convention de sécession du Texas, Déclaration des causes qui poussent l'État du Texas à se séparer de l'Union fédérale (février 1861)
À ce moment, les Noirs représentent trente pour cent de la population de l'État, et ils sont massivement réduits en esclavage (en). Selon un Texan, les maintenir en esclavage est le principal objectif de l'État recherché par la sécession : 

« L'indépendance sans esclavage, serait sans valeur ... Le Sud sans esclavage ne vaudrait rien. »

— Caleb Cutwell, lettre au Galvaston Tri-Weekly, (22 février 1865).

### Convention de sécession et Confédération
À la suite de l'élection d'Abraham Lincoln en 1860, l'opinion publique dans les États cotonniers du Sud profond (Caroline du Sud jusqu'au Texas) bascule en faveur de la sécession. En février 1861, les six autres États de la sous-région ont déjà adopté des ordonnances de sécession. Cependant, les événements dans le Texas l'ont retardée, en grande partie en raison de la résistance du gouverneur unioniste du Sud, Sam Houston. Contrairement aux autres dirigeants des « États cotonniers », qui prennent l'initiative dans des efforts sécessionnistes, Houston a refusé d'appeler la législature du Texas en session extraordinaire pour examiner la question, fléchissant seulement lorsqu'il devient évident que les citoyens sont prêts à agir sans lui.
Au début de décembre 1860, avant même que la Caroline du Sud fasse sécession, un groupe de représentants de l'État publie dans un journal un appel à une élection à l'échelle de l'État des délégués de la convention le 8 janvier 1861. Cette élection est très irrégulière, même pour les normes de l'époque. Il est souvent invoqué un vote à main levée lors de réunions publiques, bien que le vote à « viva voce » (vive voix) pour l'élection populaire n'ait pas été utilisé depuis au moins mars 1846, moins de trois mois après la création de l'État. Les unionistes sont souvent découragés de participer ou choisissent de ne pas participer. Ceci entraîne un déséquilibre de la représentation des délégués sécessionnistes.
L'appel à l'élection a prévu que les délégués se réunissent lors d'une convention le 28 janvier. Houston appelle la législature en session, en espérant que le corps élu déclarera la convention illégale. Le 21 janvier 1861, l'assemblée législative se réunit à Austin et est inaugurée par Houston. Considérant l'élection de Lincoln comme « malheureuse », il souligne néanmoins, en référence à la prochaine réunion de la convention de sécession, qu'il n'y a aucune justification pour la « précipitation ». Cependant la législature du Texas vote les dépenses des délégués et — contre le veto de Houston — fait la promesse de respecter la légalité des actions de la convention. La seule condition est que la population du Texas ait le dernier mot lors d'un référendum.
Alors que les forces gouvernementales sont en déroute, la convention de sécession se réunit le 28 janvier et, en premier lieu, vote de revenir sur la législature, à 140 voix contre 28, en ce qu'une ordonnance de sécession, si elle est adoptée, doit être soumise à un vote à l'échelle de l'État. Le lendemain, le président de la convention Oran Roberts présente une résolution suggérant que le Texas quitte l'Union. L'ordonnance est lue devant l'assemblée le lendemain, citant les échecs du gouvernement fédéral pour protéger la vie et les biens des citoyens du Texas et accusant les États du Nord de les utiliser comme une arme pour « frapper les intérêts et la prospérité » des gens du Sud.
Après avoir répertorié les griefs, l'ordonnance abroge celle du 4 juillet 1845, dans laquelle le Texas a approuvé l'annexion par les États-Unis et la Constitution des États-Unis, et retire tous les pouvoirs, les obligations, et l'allégeance au gouvernement fédéral américain et à la Constitution des États-Unis.
Dans l'intérêt de la signification historique et de la postérité, l'ordonnance est rédigée pour prendre effet le 2 mars, date de la déclaration d'indépendance du Texas (et, comme par hasard, anniversaire de Houston).
Le 1er février, les membres de l'assemblée législative, et une foule immense de citoyens, remplissent les galeries et le balcon de la Chambre pour regarder le vote final sur la question de la sécession. Soixante-dix votes « oui » sont enregistrés avant qu'il n'y ait un seul « non ». L'un des votes négatifs est inscrit dans les livres d'histoire du Texas. James Webb Throckmorton, du comté de Collin dans le Nord du Texas, en réponse au rugissement des sifflets et huées qui saluent sa décision, rétorque, « Quand la populace siffle, eh bien les patriotes peuvent trembler ». Appréciant son style, la foule lui offre une salve d'applaudissements réticente (comme beaucoup de Texans qui se sont d'abord opposés à la sécession, Throckmorton accepte le résultat et sert son État, se hissant au rang de brigadier-général dans l'armée confédérée).
Le score final en faveur de la sécession est de 166 contre 7, avec une voix dont la légalité est confirmée par la Législature du Texas le 7 février. Contrairement à la Caroline du Sud, où le vote a été unanime, ce pourcentage de votes défavorables est le plus élevé de tout autre État du Sud profond. Le 7 février, la Législature ordonne un référendum sur l'ordonnance, sous la direction de la convention. La décision est confirmée le 23 février lors d'un référendum à l'échelle de l'État par lequel les votants approuvent la mesure à 46 129 voix contre 14 697 voix.
Le dernier point à l'ordre du jour est de nommer une délégation pour représenter le Texas à Montgomery, en Alabama, où les délégués des six autres États sécessionnistes sont réunis pour former une nouvelle Confédération. Le 4 mars, la convention se rassemble de nouveau pour déclarer formellement la sortie du Texas de l'Union et faire approuver la « Constitution des États confédérés d'Amérique », qui a été élaborée par son « Congrès provisoire » (en fait, le Texas a déjà été admis dans le groupe le 1er mars).
En mars, George Williamson, le commissaire du gouvernement de Louisiane s'adresse  à la convention de sécession, et appelle le Texas et les États esclavagistes des États-Unis à déclarer la sécession de l'Union, afin de maintenir l'institution de l'esclavage : 

« Avec l'équilibre social de l'esclavage pour réglementer ses machines, nous pouvons espérer que notre gouvernement du Sud sera perpétuel ... La Louisiane envisage la formation d'une confédération du Sud pour préserver les bénédictions de l'esclavage africain … »

— George Williamson, discours à la convention de sécession du Texas, (mars 1861).
Le gouverneur Sam Houston accepte la sécession, mais affirme que la Convention n'a pas le pouvoir de lier l'État avec la nouvelle Confédération du Sud. Au lieu de cela, il demande instamment que le Texas revienne à son ancien statut de république indépendante et reste neutre. Houston prend ses fonctions le 16 mars, date à laquelle les représentants de l'État doivent prêter un serment d'allégeance à la Confédération. Mais Houston resta silencieux à chacun des trois appels de son nom et par conséquent, le poste de gouverneur est déclaré vacant et Houston est destitué de ses fonctions.

### Saisie des biens fédéraux et des armes
Après que le Texas édite son ordonnance de Sécession, le gouvernement de l'État nomme quatre hommes comme « commissaires de la Sécurité Publique » pour négocier avec le gouvernement fédéral le transfert en toute sécurité des installations militaires et des bases dans le Texas au profit des Confédérés. Avec le baron terrien Samuel A. Maverick (en) et Thomas J. Devine, le Dr Philip N. Luckett (en) rencontre le général David E. Twiggs de l'Armée de l'Union, le 8 février 1861, afin d'organiser la remise de la propriété fédérale de San Antonio, y compris les magasins militaires situés dans l'ancienne mission d'Alamo.
Comme résultat des négociations, Twiggs livre la totalité de son commandement et des possessions de son unité (10 000 fusils à canon rayé) à la Confédération, un acte qui soulève des cris de trahison des unionistes dans tout l'État. Presque immédiatement, Twiggs est renvoyé de l'armée américaine par le président Buchanan pour « trahison envers le drapeau de son pays ». Peu de temps après, il accepte une commission de général dans l'armée confédérée, mais il est tellement bouleversé d'être marqué comme un traître, qu'il écrit une lettre à Buchanan indiquant l'intention de l'inviter pour un « entretien individuel » (alors euphémisme comme pour se battre en duel). Le futur général confédéré Robert Lee, encore colonel dans l'armée américaine, est à San Antonio, au moment où il apprend les nouvelles de la remise aux autorités du Texas, répond, « Est-ce arrivé si vite ? »

## Sentiment unioniste et opposition à la Confédération
Malgré le point de vue dominant de la grande majorité des politiciens de l'État et des délégués à la convention de Sécession, un nombre important de Texans s'opposent à la sécession. Le référendum sur la question indique que près de 25 % est favorable au maintien dans l'Union au moment où la question est initialement examinée.
Les Texans d'origine allemande dans le pays de Texas Hill, et les citoyens de certains comtés du Nord du Texas demeurent les plus hostiles à la Sécession. Dans cette région, la plupart des résidents sont originaires des États de la partie supérieure du Sud. Certains dirigeants, opposés d'abord à la sécession, acceptent le résultat du vote en faveur de la Confédération ; cependant, certains se retirent de la vie publique, d'autres quittent l'État, et une minorité rejoint l'armée de l'Union. Les lois de conscription confédérées obligent la plupart des hommes en âge de porter le armes à rejoindre l'armée confédérée. Cependant, au moins 2 000 Texans rejoignent les rangs de l'Union.
De nombreux unionistes sont exécutés,. La conscription dans l'armée confédérée est refusée par beaucoup d'unionistes et certains essaient de fuir du Texas. Le capitaine James Duff, prévôt marshall confédéré pour le pays de Hill, exécute deux unionistes, incitant à la fuite. En août 1862, les soldats confédérés sous les ordres du lieutenant Colin D. McRae traquent une bande de Texans allemands fuyant l'État et attaquent leur camp dans un coude du Rio Nueces. Après une bataille rangée qui entraîne la mort de deux confédérés et les blessures de McRae et de dix-huit de ses hommes, les unionistes sont mis en déroute. Environ 19 unionistes sont tués dans les combats. Après la bataille, 9 à 11 des unionistes blessés sont assassinés avec des tirs à la tête dans ce qui est devenu connu sous le nom de massacre de Nueces (en). Neuf autres unionistes sont poursuivis et exécutés dans les semaines suivantes. Le futur membre du Congrès républicain Edward Degener (en) est le père de deux hommes qui sont assassinés dans le massacre. La population allemande autour du comté d'Austin, menée par Paul Machemehl (en), a réussi à atteindre le Mexique.
En octobre 1862, environ 150 colons dans et autour du comté de Cooke sur la rivière Rouge sont arrêtés par le 11th Texas Cavalry (en) commandé par le colonel William C. Young sur les ordres du colonel James Bourland (en), prévôt marshal confédéré pour le nord du Texas. Un tribunal est convoqué à Gainesville pour les juger pour avoir soi-disant comploté en vue de saisir les arsenaux de Sherman et de Gainesville et tuer leurs voisins confédérés, saisir leurs biens, et coopérer avec les forces de l'armée de l'Union sur le point d'envahir le nord du Texas, de l'Arkansas et/ou le territoire Indien. Plusieurs colons sont pendus dans ce qui est maintenant le centre-ville de Gainesville au cours de la première semaine d'octobre. Dix-neuf autres hommes sont déclarés coupables et pendus avant la fin du mois. Un total une quarantaine d'unionistes sont pendus à Gainesville, deux sont abattus alors qu'ils tentent de s'échapper, et deux autres sont pendus ailleurs, après avoir été remis à un tribunal militaire. Dans les conditions primitives, sur la frontière du Texas frontière pendant la guerre de Sécession, la preuve contre les accusés sont discutables et les procédures judiciaires sont très imparfaites. Un monument de granit, dans un petit parc, marque l'endroit des pendaisons.
La loi de conscription confédérée suscite la controverse, non seulement au Texas mais partout dans le Sud. Malgré le résultat du référendum, certains opposants vont jusqu'à affirmer que la guerre est menée par les pauvres, au nom de quelques riches propriétaires d'esclaves. La loi exempte des listes d'enrôlement les hommes qui possèdent quinze ou plus esclaves. La résistance à l'enrôlement est largement répandue, en particulier chez les Texans allemands ou d'origine mexicaine ; beaucoup de ces derniers partent pour le Mexique. Des enrôlés potentiels entrent dans la clandestinité, les fonctionnaires confédérés les pourchassent, et beaucoup sont abattus ou capturés et forcés d'entrer dans l'armée.

### Sam Houston
Sam Houston est le premier unioniste du Sud au Texas. Alors qu'il plaide pour le droit de détenir des esclaves et déplore l'élection de l'administration de Lincoln, il considère la sécession inconstitutionnelle et pense que la sécession, à ce moment-là est une « action irréfléchie » qui va certainement mener à un conflit favorisant le nord industriel et peuplé. Il prédit : 

« Laissez-moi vous dire ce qui est à venir. Après la perte de nombreux millions de dollars et la mort de centaines de milliers de citoyens, vous pouvez gagner l'indépendance du Sud, si Dieu n'est pas contre vous, mais j'en doute. Je vous le dis, même si je crois avec vous dans la doctrine des droits des États, le Nord est déterminé à préserver cette Union. Ils ne sont pas un peuple fougueux, impulsif comme vous, car ils vivent dans des climats plus froids. Mais quand ils commencent à se déplacer dans une direction donnée, ils se déplacent avec un élan continu et la persévérance d'une puissante avalanche ; et ce que je crains est qu’ils envahiront le Sud,. »

Houston rejette les actions de la convention de Sécession du Texas, estimant qu'elle a outrepassé son autorité en devenant un État membre de la Confédération, nouvellement formée. Il refuse de prêter serment d'allégeance à la Confédération et est déchu de ses fonctions. Dans un discours qu'il a écrit, mais qui n'a pas été prononcé, il affirme : 

« Chers concitoyens, au nom de vos droits et libertés, que je crois ont été piétinés, je refuse de prêter serment. Au nom de la nationalité du Texas, qui a été trahie par la Convention, je refuse de prêter serment. Au nom de la Constitution du Texas, je refuse de prêter serment. Au nom de ma conscience et de ma virilité, que cette convention dégraderait en me traînant devant elle, pour m'abandonner à la méchanceté de mes ennemis, je refuse de prêter serment. Je nie le pouvoir de cette Convention de parler pour le Texas … Je proteste contre tous les faits et gestes de cette convention et je les déclare nuls et non avenus. »

Après son éviction du bureau du gouverneur, Houston limite son activité politique jusqu'à sa mort en juillet 1863. Houston écrit par la suite à un ami : 

« Il arrive un moment où la part d'un homme est son pays… Je me tiens avec la mienne. J'ai été un citoyen conservateur des États-Unis… Je suis maintenant un citoyen conservateur de la Confédération du Sud. »

## Recrutement militaire
Plus de 70 000 Texans servent dans l'Armée confédérée et les régiments du Texas combattent lors de toutes les grandes batailles tout au long de la guerre. Certains hommes sont des vétérans de la guerre américano-mexicaine ; quelques-uns ont servi lors de la première révolution du Texas. L'État fournit à la Confédération 45 régiments de cavalerie, 23 régiments d'infanterie, 12 bataillons de cavalerie, 4 bataillons d'infanterie, 5 régiments d'artillerie lourde, et 30 batteries d'artillerie légère. L'État maintient, à ses propres frais des troupes supplémentaires pour la défense de son sol. Cela comprend 5 régiments et 4 bataillons de cavalerie, et 4 régiments et un bataillon d'infanterie. En 1862, le Congrès confédéré à Richmond, en Virginie, adopte une loi de conscription qui ordonne à tous les hommes de 18 à 45 ans d'entrer dans les forces militaires à l'exception des ministres, des dirigeants de l'État, des villes, des comtés et certains propriétaires d'esclaves ; toutes les personnes ayant 20 esclaves ou plus sont exemptés de la conscription confédérée en vertu de la « Twenty Nigger Law ».
Lorsque les premières compagnies de soldats du Texas atteignent Richmond, en Virginie, le président confédéré Jefferson Davis les accueille par les mots : « Texans ! Les troupes d'autres États doivent gagner leur réputation, mais le fils des défenseurs d'Alamo ont la leur à maintenir. Je suis certain que vous serez fidèle à cette responsabilité ».
La « brigade du Texas » (aussi connu comme la « brigade de Hood ») est une unité composée des 1st, 4th (en) et 5th Texas Infantry Regiments (en) augmentée parfois par le 18th Georgia Infantry (en) et légion de Hampton (Caroline du Sud) jusqu'à ce qu'ils soient définitivement regroupés avec le 3rd Arkansas Infantry. Servant souvent comme des « troupes de choc » de l'armée de Virginie du Nord du général Robert E. Lee, la brigade du Texas est « toujours la préférée » du général Lee et lors de plus d'une occasion, Lee salue ses qualités de combattants, en faisant remarquer qu'aucun n'a apporté plus d'honneur à son état natal que « mes texans ». Les hommes de Hood subissent de graves pertes lors d'un certain nombre de combats, plus particulièrement lors de la bataille d'Antietam, où ils affrontent l'Iron Brigade du Wisconsin, et à Gettysburg, où ils montent à l'assaut de Houck's Ridge, puis Little Round Top.
La « division Walker's Greyhound » est une division composée de quatre brigades avec des unités du Texas ; la seule division dans l'Armée des États confédérés qui a maintenu sa composition d'un seul État tout au long de la guerre. Formé en 1862 sous le commandement du major général John George Walker, il combat sur le théâtre occidental et le département du trans-Mississippi, et est considéré comme l'épine dorsale de l'armée. Détachée de la division en 1863, la 4th brigade combat à la bataille d'Arkansas Post, où elle est isolée et est forcée de se rendre. Une nouvelle quatrième brigade est ajoutée à la division en 1865.
Parmi les unités montées les plus célèbres figurent les Texas Rangers de Terry, une milice composée d'anciens gardes forestiers et de gardes de la frontière, dont beaucoup deviendront plus tard des mercenaires du Vieux-Ouest ; Et le 33rd Texas Cavalry, du colonel Santos Benavides (en), qui garde les lignes confédérées du commerce de coton du Texas au nord du Mexique.
Plus de 2 000 hommes du Texas rejoignent l'Armée de l'Union. Le futur gouverneur du Texas, Edmund J. Davis, qui a d'abord commandé le 1st Texas Cavalry de l'Armée de l'Union, est devenu brigadier général.
La population allemande relativement importante du Texas autour du comté d'Austin mené dirigée Paul Machemehl essaie de rester neutre pendant la guerre mais quitte finalement le Texas confédéré pour le Mexique. L'est du Texas apporte le plus de soutien à la sécession, et les seuls comtés de l'est du Texas dans lequel un nombre significatif de personnes s'opposent à la sécession sont le comté d'Angelina, le comté de Fannin et le comté de Lamar, bien que ces comtés fournissent beaucoup d'hommes aux régiments du Texas ; Le 1st Partisan Rangers ; les 3rd (en), 4th, 9th (en), 27th (en) et 229th Texas Cavalry ; et la 9th Texas Field Battery.
En 1862, Abraham Lincoln nomme un ancien membre du Congrès des États-Unis, Andrew J. Hamilton (en), en tant que gouverneur militaire du Texas. Hamilton a tenu le titre tout au long de la guerre. Durant les premiers stades de la reconstruction, Hamilton est nommé premier gouverneur civil provisoire. Par la suite, des officiers de l'armée américaine actifs servent comme gouverneurs militaires du Texas, y compris George Armstrong Custer.
Des années dans la guerre, un soldat confédéré du Texas donne ses raison pour combattre pour la Confédération, précisant que « nous combattons pour nos biens » alors que les soldats de l'Union combattent pour « l'idée fragile et abstraite que le nègre est l'égal d'un Anglo ».

## Batailles au Texas
Opérations du blocus de la côte du Texas
- 1re Sabine Pass
- Corpus Christi
- Galveston Harbor
- Galveston
- Phare de Galveston (en)
- 2e Sabine Pass

Opération contre Galveston :
- Bataille de Galveston Harbor
- Bataille de Galveston
- Action contre le phare de Galveston (en)

Expédition de Brazos Santiago :
- Bataille de Palmito Ranch

Le Texas n'est pas un champ de bataille important. Cependant, l'Union monte plusieurs tentatives pour s'emparer des régions du « trans-Mississippi » du Texas et de la Louisiane entre 1862 et la fin de la guerre. Le Texas devient le paradis des forceurs de blocus, alors que les principaux ports de la Confédération sont soumis à un blocus sévère. Le Texas et la Louisiane continuent à fournir des quantités de coton récolté qui sont transportées par voie terrestre vers la ville frontalière mexicaine de Matamoros, Tamaulipas et expédiées en Europe en échange de matériel de guerre. Résolus à mettre un terme à ce commerce, l'Union lance plusieurs offensives, toutes vouées à l'échec.

## Occupation du Texas
La marine américaine bloque pendant quatre ans le principal port maritime, Galveston, et l'infanterie fédérale occupe la ville pendant trois mois à la fin de 1862. Les troupes confédérées sous les ordres du général John B. Magruder reprennent la ville le 1er janvier 1863 et elle reste dans les mains confédérées jusqu'à la fin de la guerre. Quelques jours plus tard, le raider confédéré CSS  Alabama attaque et coule l'USS Hatteras dans un engagement naval au large de la côte de Galveston.
Quelques autres villes tombent également dans les mains des troupes de l'Union à certains moments pendant la guerre, y compris Port Lavaca, Indianola et Brownsville. Les tentatives fédérales pour prendre le contrôle de Laredo, Corpus Christi et Sabine Pass échouent. À la fin de la guerre, aucun territoire, à l'exception de l'île de Brazos, n'est entre les mains de l'Union.

La bataille militaire la plus remarquable au Texas pendant la guerre a lieu le 8 septembre 1863. À la deuxième bataille de Sabine Pass, une petite garnison de 46 confédérés, pour la plupart des Irish Davis Guards sous les ordres du lieutenant Richard W. Dowling, le 1st Texas Heavy Artillery, bat une force de l'Union beaucoup plus importante de la Nouvelle-Orléans sous les ordres du général William B. Franklin. Dirigée avec compétence par Dowling, l'artillerie met hors de combat les navires de tête de la flottille de Franklin, incitant le reste - 4 000 hommes sur 27 navires - à reculer vers la Nouvelle-Orléans. Cette victoire contre une telle force accablante conduit le Congrès confédéré à adopter une résolution spéciale de reconnaissance et le président confédéré Jefferson Davis déclare : 

« Sabine Pass se tiendra, peut-être pour toujours, comme la plus grande victoire militaire dans l'histoire du monde »

.
En 1864, de nombreuses forces du Texas, y compris une division sous les ordres de Camille de Polignac, prince français et général confédéré, part dans le nord-ouest de la Louisiane pour bloquer la campagne de la rivière Rouge du général Nathaniel Banks, qui tente de pénétrer dans le Texas pour sa frontière orientale. Les forces confédérées stoppent l'expédition à la bataille de Mansfield, juste à l'est de la frontière du Texas.
Les forces de l'union de Brazos Island lancent l'expédition de Brazos Santiago, menant à la dernière bataille de la guerre de Sécession, la bataille de Palmito Ranch, livrée dans le Texas le 12 mai 1865, bien après la capitulation de Robert E. Lee le 9 avril 1865 à Old Appomattox Court House, Virginie.

## Effondrement de l'autorité confédérée dans le Texas
Au printemps de 1865, plus de 60 000 soldats de l'armée du Trans-Mississippi sont déployés au Texas sous les ordres du général Edmund Kirby Smith. Ces troupes de garnison ne constituent pas des troupes dotées d'un bon moral, ni d'une bonne cohésion. Les autorités confédérées sont partagées lorsque la reddition de Lee et d'autres généraux confédérés à l'est du Mississippi est connue au Texas, vers le 20 avril. Les chefs militaires, notamment Kirby Smith, se montrent partisans de la poursuite de la guerre, sans susciter l'enthousiasme de leurs troupes, au sein desquelles les désertions se multiplient.
Les nouvelles de Joseph E. Johnston et de la reddition de Richard Taylor confirment l'isolement du Texas, de la Louisiane et de l'Arkansas. Le 14 mai, les troupes de Galveston se mutinent brièvement, sont persuadées de rester sous les armes, mais connaissent une importante crise de moral. Les généraux John B. Magruder et Kirby Smith (qui ont déjà communiqué avec le général de l'Union, le général John Pope, au sujet des conditions de reddition le 9 mai), ne cherchent plus à rallier leurs troupes démoralisées, mais plutôt à discuter de la répartition des biens du gouvernement confédéré.
De moins en moins organisés, les soldats commencent à piller ouvertement les magasins des casernes de Galveston le 21 mai. Au cours des jours suivants, une foule exige qu'un entrepôt gouvernemental leur soit ouvert, et pillent un train. Plusieurs centaines de civils saccagent le coureur de blocus Lark à son arrivée le 24 mai, tandis les troupes envoyées pour contrôler la foule participe au pillage. Le 23 mai, les résidents de Houston saccagent le bâtiment d'ordonnance et le bureau d'habillement. Les émeutes se poursuivent dans la ville jusqu'au 26 mai. Les magasins gouvernementaux et privés font l'objet de nombreux raids à Tyler, Marshall, Huntsville, Gonzales, Hempstead, La Grange et Brownsville. Dans Navasota, une explosion de poudre coûte la vie à huit personnes et détruit vingt bâtiments. À Austin, le Trésor Public est attaqué et 17 000 $ en or sont volés. Au 27 mai, la moitié des forces confédérées au Texas ont déserté ou été dissoutes, et l'ordre formel a disparu dans l'anarchie dans de nombreuses régions du Texas.
L'armée de Kirby Smith finit de se désintégrer vers la fin du mois de mai. À son arrivée à Houston, le général appelle une cour d'enquête pour enquêter sur les « causes et la manière de la dissolution des troupes dans le district du Texas, du Nouveau Mexique et de l'Arizona ». Les conclusions du 30 mai attribuent principalement la responsabilité à la population civile. Kirby Smith s'adresse aux quelques soldats restant sous ses ordres, s'en prenant aux déserteurs, les accusant de le laisser « commandant sans armée, général sans troupes ». Le 2 juin, il se rend officiellement, avec ces quelques unités de l'armée du Trans-Mississippi encore sous ses ordres.

## Restauration de l'Union
Les troupes fédérales n'arrivent pas au Texas pour rétablir l'ordre avant le 19 juin 1865, lorsque le général Gordon Granger et 2 000 soldats de l'Union arrivent sur l'île de Galveston pour prendre possession de l'État et faire respecter les nouvelles libertés des anciens esclaves. La fête du Texas Juneteenth commémore cette date. Les Stars and Stripes ne sont pas levées à Austin avant le 25 juin.
Le président Andrew Johnson nomme le général de l'Union Andrew J. Hamilton, un éminent politicien avant la guerre, comme gouverneur provisoire le 17 juin. Il accorde l'amnistie aux ex-confédérés s'ils promettent de soutenir l'Union à l'avenir en nommant certains au bureau. Le 30 mars 1870, le Congrès des États-Unis autorise les représentants du Texas à prendre leur siège au Congrès, bien que le Texas ne réponde pas à toutes les exigences formelles de réadmission.

## Dirigeants notables de la guerre de Sécession au Texas
Un certain nombre de chefs notables ont été associés au Texas pendant la guerre de Sécession. John Bell Hood gagne la renommée en tant que commandant de la brigade de Texas dans l'armée de la Virginie du Nord et joue un rôle proéminent en tant que commandant d'armée en fin de guerre. Sul Ross est un chef important dans un certain nombre d'armées confédérées du trans-Mississippi. Felix Huston Robertson est le seul général confédéré natif du Texas. Le capitaine TJ Goree est l'un des aides de confiance du lieutenant général James Longstreet. John H. Reagan est un membre influent du cabinet de Jefferson Davis. Le colonel Santos Benavides est un colonel confédéré pendant la guerre de Sécession. Benavides est le soldat Tejano de rang le plus élevé à servir dans l'armée confédérée.
Le bureau du gouverneur du Texas est en mouvement pendant la guerre, avec plusieurs hommes au pouvoir à divers moments. Sam Houston est gouverneur quand le Texas s'est séparé des États-Unis, mais refuse de déclarer toute loyauté à la nouvelle Confédération. Il est remplacé par le lieutenant-gouverneur Edward Clark. Clark remplit le reste du terme de Houston en 1861 et perd de peu la réélection par seulement 124 voix contre Francis Lubbock. Pendant son mandat, Lubbock soutient la conscription confédérée, travaillant pour enrôler tous les hommes valides, y compris les étrangers résidents, dans l'armée confédérée. Quand le terme de Lubbock se termine en 1863, il rejoint l'armée. L’ardent sécessionniste Pendleton Murrah le remplace au pouvoir. Même après que Robert E. Lee se rend en 1865, Murrah encourage les Texans à poursuivre la révolution, et lui et plusieurs partisans se réfugient au Mexique.

### Dirigeants notables de la guerre de Sécession (Confédération) du Texas

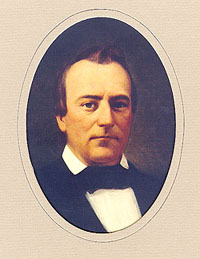
Governor Francis Lubbock.
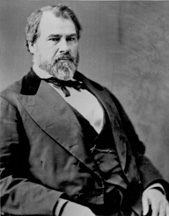
Postmaster General John Henninger Reagan.
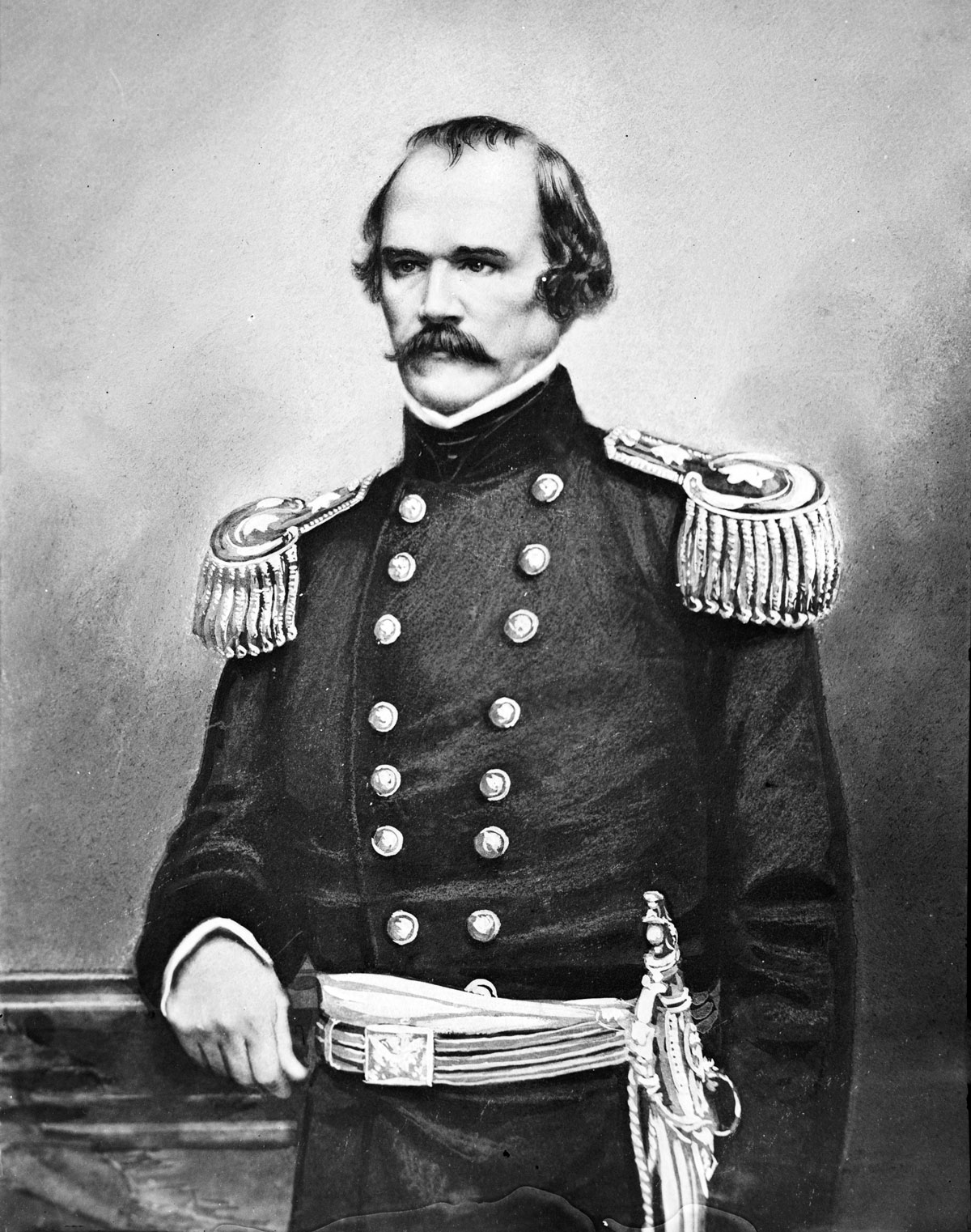
Gen. A. S. Johnston.
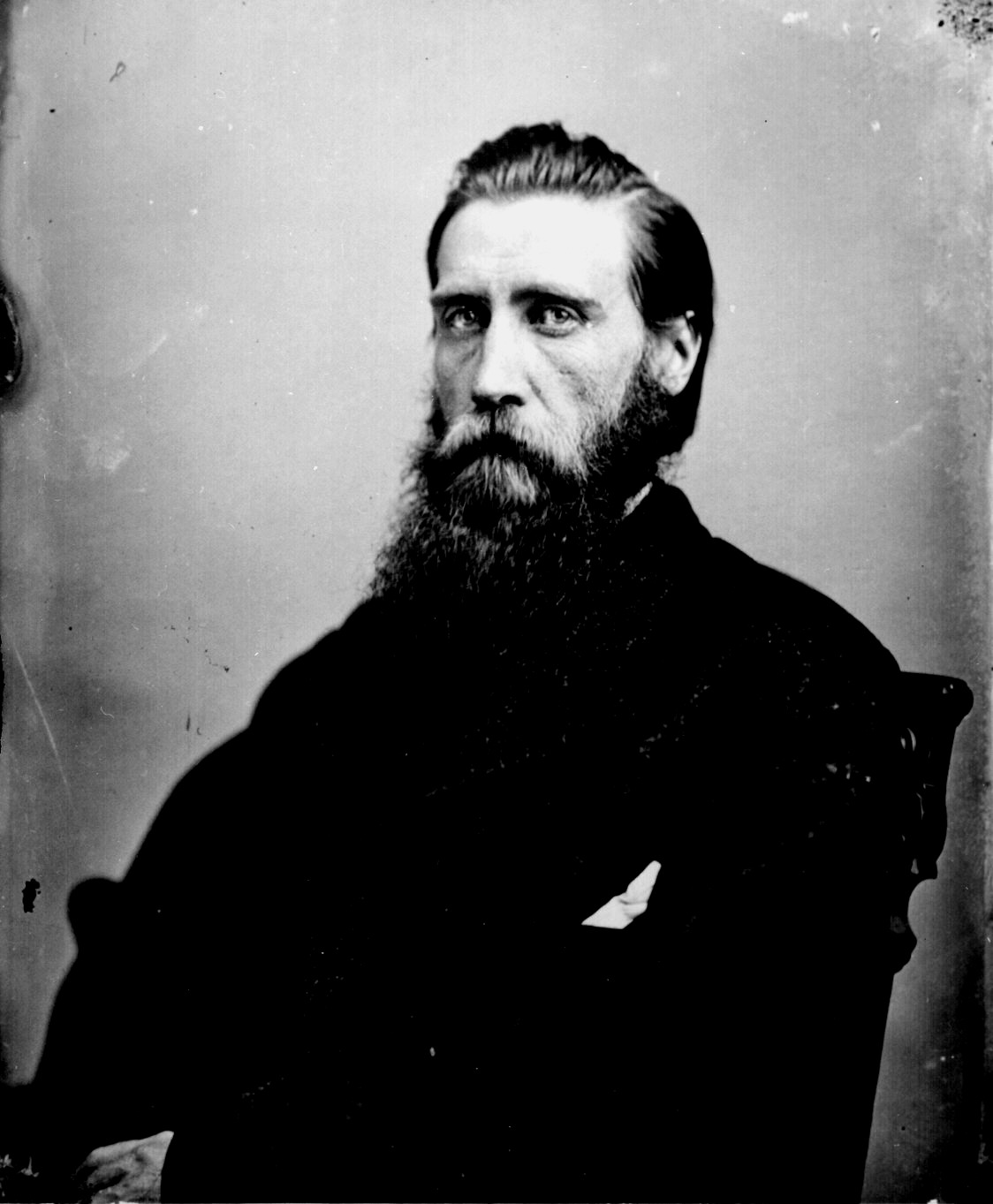
Lt. Gen. John Bell Hood.
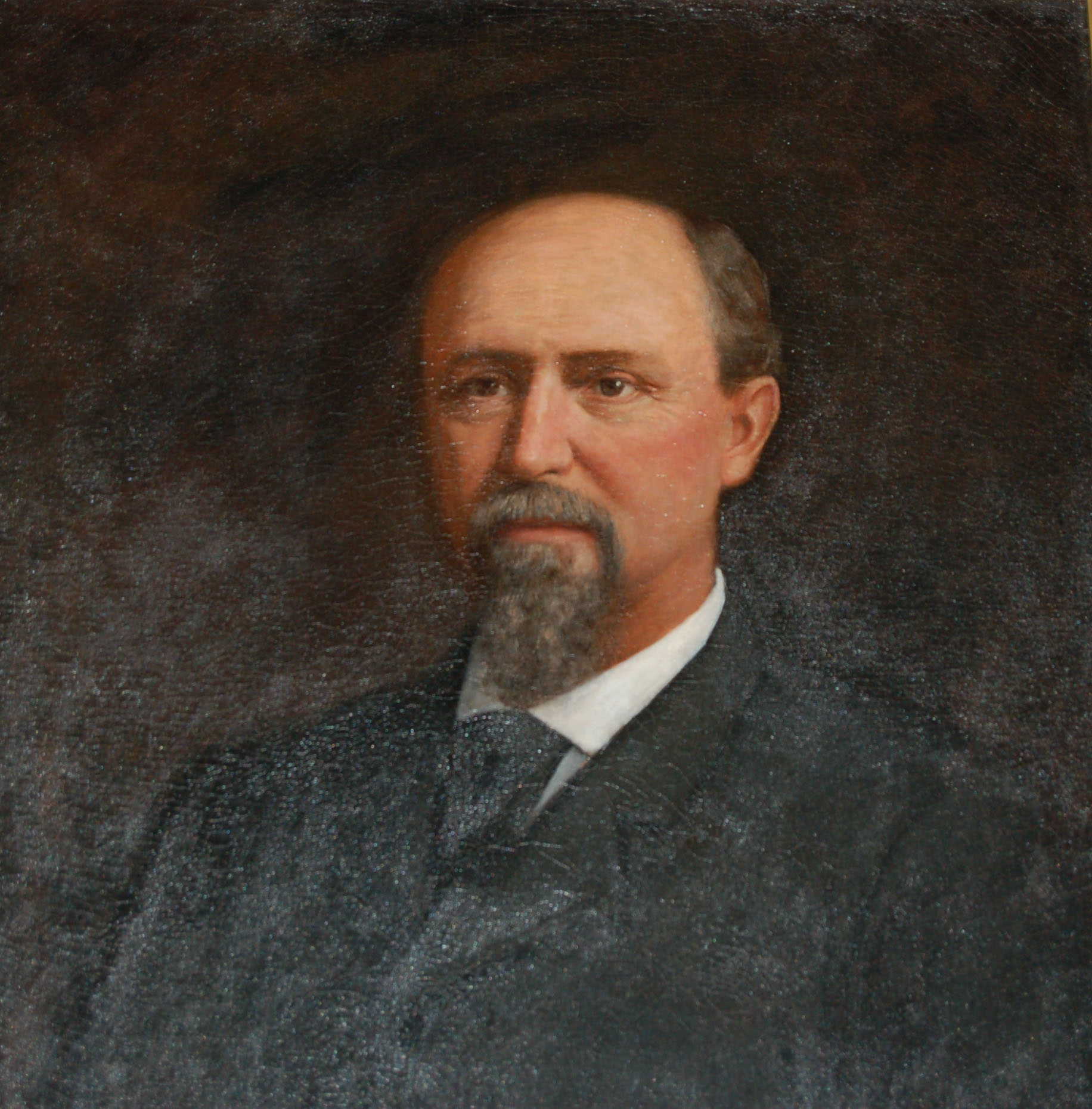
Maj. Gen. Lawrence Sullivan Ross.
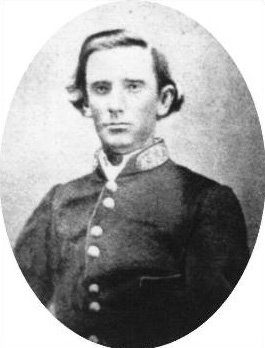
Maj. Gen. John A. Wharton.

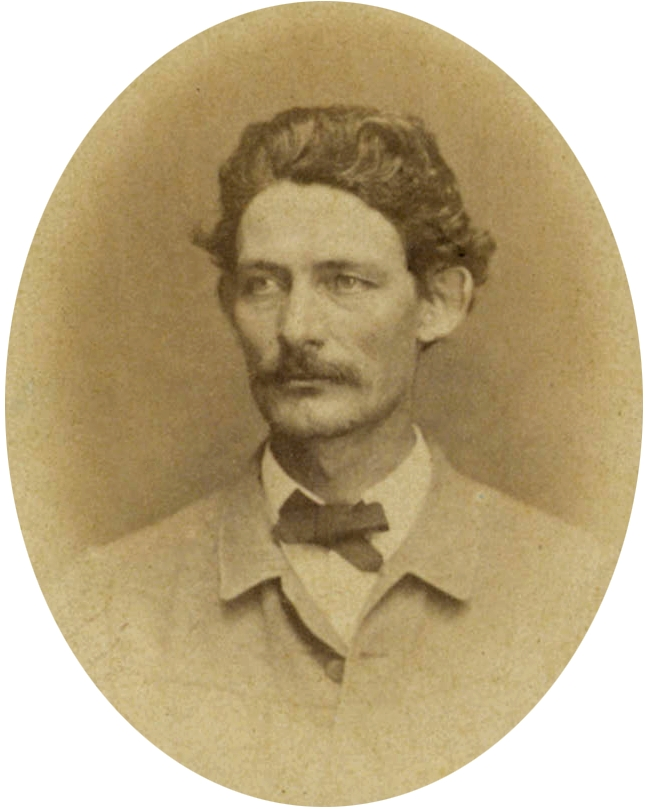
Brig. Gen. Hiram B. Granbury.
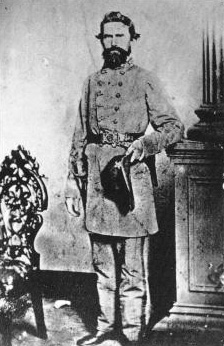
Brig. Gen. Jerome B. Robertson.
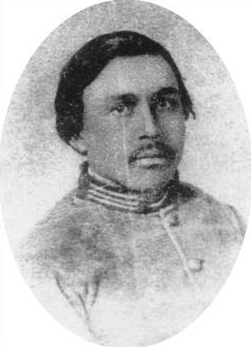
Brig. Gen. Felix Huston Robertson.
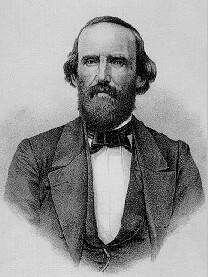
Brig. Gen. Benjamin McCulloch.
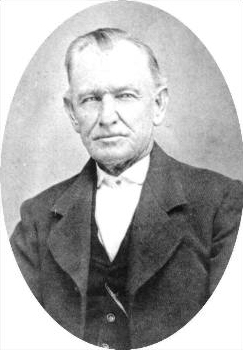
Brig. Gen. Henry E. McCulloch.
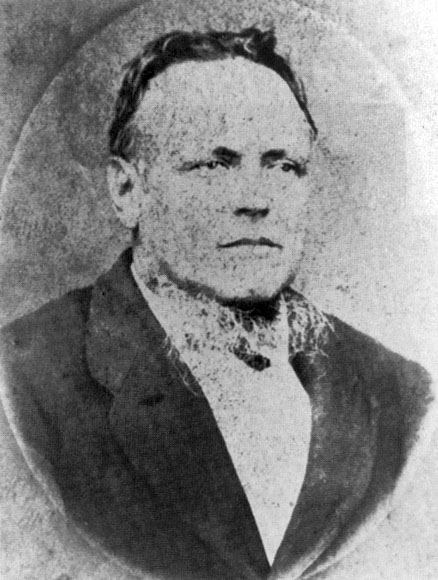
Lt. Col. Santos Benavides.

### Dirigeants notables de la guerre de Sécession (de l'Union) du Texas

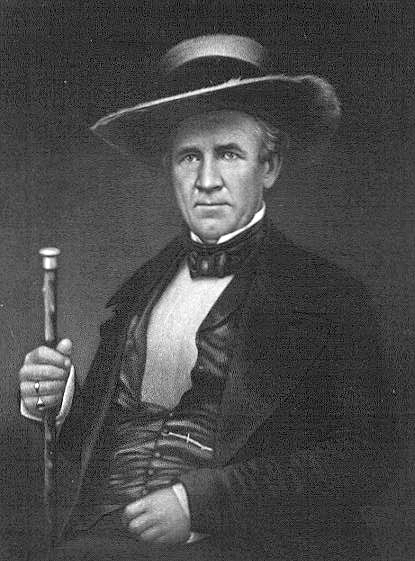
Governor Sam Houston.
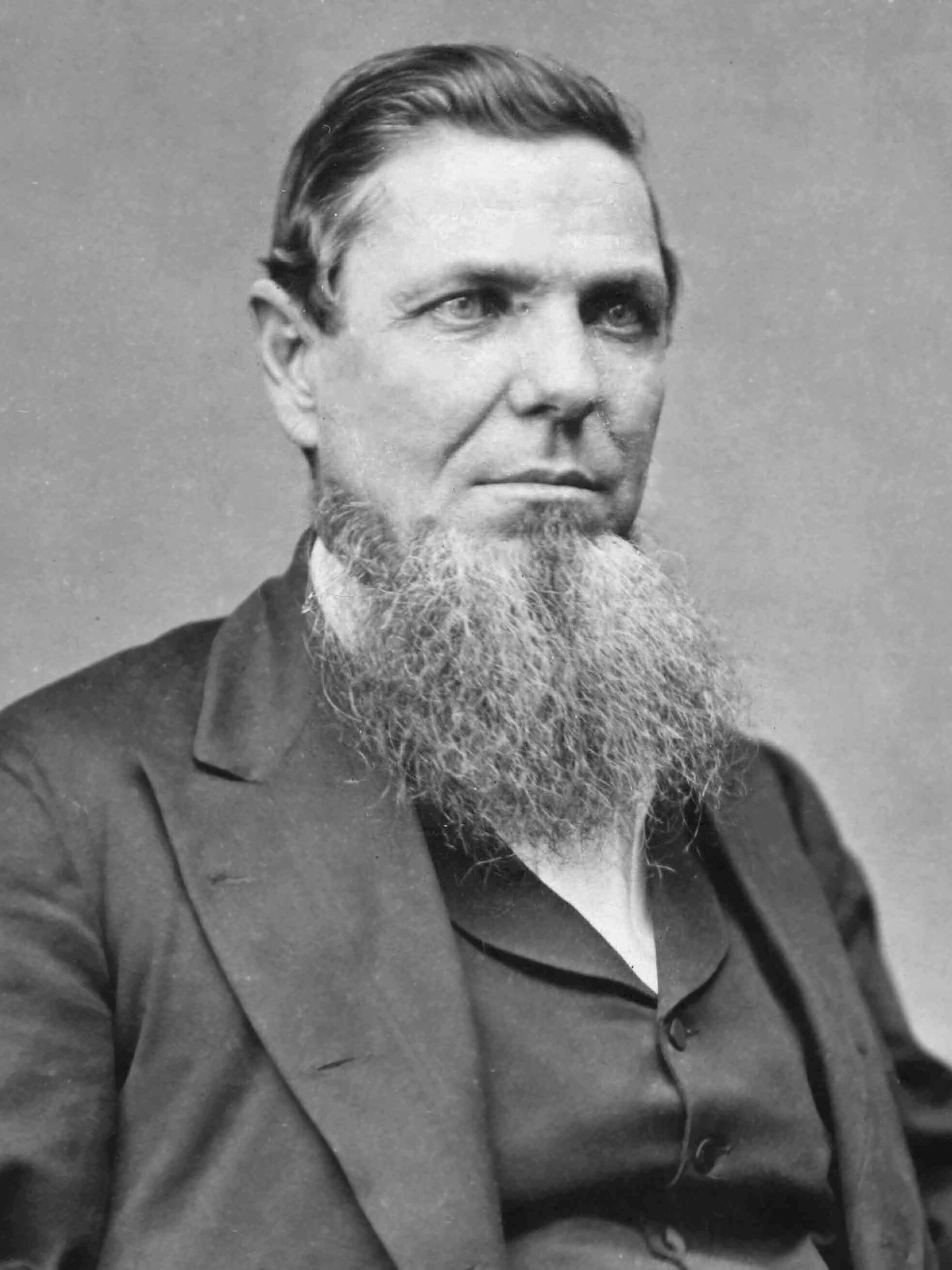
Governor Andrew J. Hamilton.
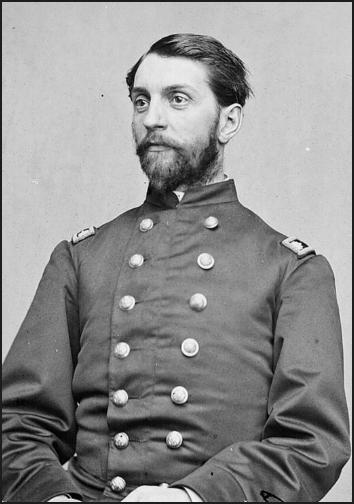
Brig. Gen. William T. Clark.
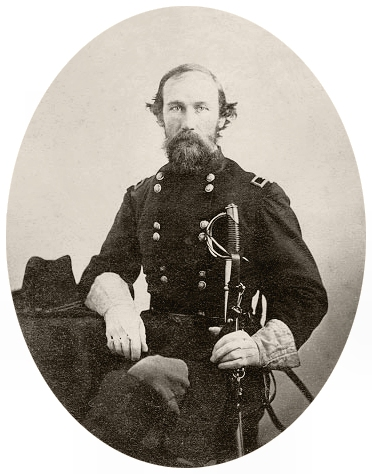
Brig. Gen. Edmund J. Davis.

## Héritage de la Confédération au Texas
Bien que l'un des membres originaux des États confédérés d'Amérique, une grande partie du Texas n'a pas été colonisé avant la guerre civile. Cependant, la Fête du mémorial des confédérés est un jour férié officiel, et le mois d'avril est reconnu par le Sénat du Texas comme le mois de l'histoire confédérée. Bien que n'étant pas un jour férié, le 26 avril est, parmi les organisations historiques du Sud au sein de l'État, souvent considéré comme le Confederate Memorial Day. Sur la pelouse sud de la capitale de l'État à Austin se trouve un monument confédéré, et plusieurs autres monuments commémoratifs de chaque unité militaire confédérée du Texas à proximité. En outre, les pelouses des palais de justice de la plupart des comtés du Texas comportent un mémorial confédéré. La plus grande ville du Texas, Houston, contient un monument à la Confédération dans son plus ancien parc de la ville, le Sam Houston Park, intitulé « Spirit of the Confederacy ». Il est sculpté en bronze par Louis Amateis en 1908.